# 人食人實錄
《人食人實錄》（直译：食人族大屠杀）是一部由魯格羅·德奧達托执导的1980年食人族恐怖片，由罗伯特·克曼、卡尔·加布里埃尔·约克弗朗西斯卡·恰尔迪、卢卡·巴巴列斯基、佩里·皮尔卡宁等人主演。

## 剧情简介
某日，一位教授得知有四个人去拍摄食人族而没有归来，于是这位教授亲自步入亚马逊食人族地带“绿色地狱”，去寻找他们，虽说他最后经过自己的努力，他终于在看起来并不是很恐怖的食人族那里找到了那四个人的遗物，也就是一个摄像机。
不过，当他返回城市观看摄像机中的胶卷后，却发现一切的真相更令人意外……

## 反應與評價
电影上映后，其暴力及血腥情節大受非議，例如拍摄期间和上映畫面包括杀死浣熊、巨型側頸龜、狼蛛、紅尾蚺，松鼠猴等动物。片中角色被虐殺場面甚至被懷疑是殺死真人而成，令到電影不單止曾經遭到地方裁判官下令沒收，導演更一度以涉嫌犯下淫褻罪被捕後，再加控多項謀殺罪。最後導演詳細解釋場面拍法，又請來相關演員本人上庭證明之後，法庭最終撤回謀殺指控，但判淫褻罪成立，並以虐待動物為由禁止本電影。到1984年，法庭經導演多年上訴後，撤回禁令。